# Джунбъг
Джунбъг (на английски: Junebug) е американски филм от 2005 година на режисьора Фил Морисън.

## Актьорски състав
| Актьор             | Роля             |
| ------------------ | ---------------- |
| Ейми Адамс         | Ашли Джонстън    |
| Ембет Дейвиц       | Маделин Джонстън |
| Селия Уестън       | Пег Джонстън     |
| Бенджамин Маккензи | Джони Джонстън   |
| Алесандро Нивола   | Джордж Джонстън  |
| Скот Уилсън        | Юджийн Джонстън  |

## Награди и номинации
| Награда                              | Категория                                | Номиниран(и) | Резултат  |
| ------------------------------------ | ---------------------------------------- | ------------ | --------- |
| Награди на филмовата академия на САЩ | Най-добра поддържаща женска роля         | Ейми Адамс   | номинация |
| Сателит                              | Най-добра поддържаща женска роля в драма | Ейми Адамс   | номинация |